# Akkumulátor-újrahasznosítás

Az akkumulátor-újrahasznosítás egy olyan tevékenység, amelynek keretében az akkumulátorokat és elemeket visszagyűjtik, ártalmatlanítják és újrahasznosítják abból a célból, hogy minél kevesebb kerüljön a szemétbe. Az akkumulátorok és elemek jelentős mennyiségű nehézfémet és mérgező kemikáliákat tartalmaznak, ezért újrahasznosításuk igen fontos annak érdekében, hogy ezek az anyagok ne a termőtalajt vagy a talajvizet szennyezzék.
Bizonyos országokban (mint pl. Németország) törvény írja elő a gyártó vagy importőr visszavételi kötelezettségét és a felhasználó leadási kötelezettségét.

## Újrahasznosítás típus szerint
A legtöbb akkumulátor-típust újra lehet hasznosítani, bár nem egyforma mértékben. A gépjárművekben használt ólom-sav tartalmú akkumulátorok nagyon jó hatásfokkal hasznosíthatók (kb. 90%). Az órákban használt gombelemeket is nagy arányban újrahasznosítják, elsősorban a bennük található vegyi anyagok toxicitása és értéke miatt. Más típusú elemek, mint például az alkáli elemek, az újratölthető nikkel-kadmium (Ni-Cd), nikkel-fémhidrid (Ni-MH), lítiumion (Li-ion) és nikkel-cink (Ni-Zn) alacsonyabb hatásfokkal, de szintén újrahasznosíthatók.

### Savas ólomakkumulátorok
Ezeket az akkumulátorokat a legszélesebb körben a gépjárművekben (gépkocsik, teherautók, egyéb járművek motorjának beindítására) alkalmazzák, de megtalálhatók például a megszakítás nélküli áramellátást biztosító berendezésekben (UPS) is. Az akkumulátorok kb. 60%-ban ólmot (ólomrács, ólompaszta, ólom-oxid) és 25%-ban kénsavat tartalmazó elektrolit. Az akkumulátorokat megőrlik (gépi törés), az elektrolitot vízzel kimossák és semlegesítik, majd az ólmot elválasztják az akkumulátort vázát alkotó műanyagoktól.

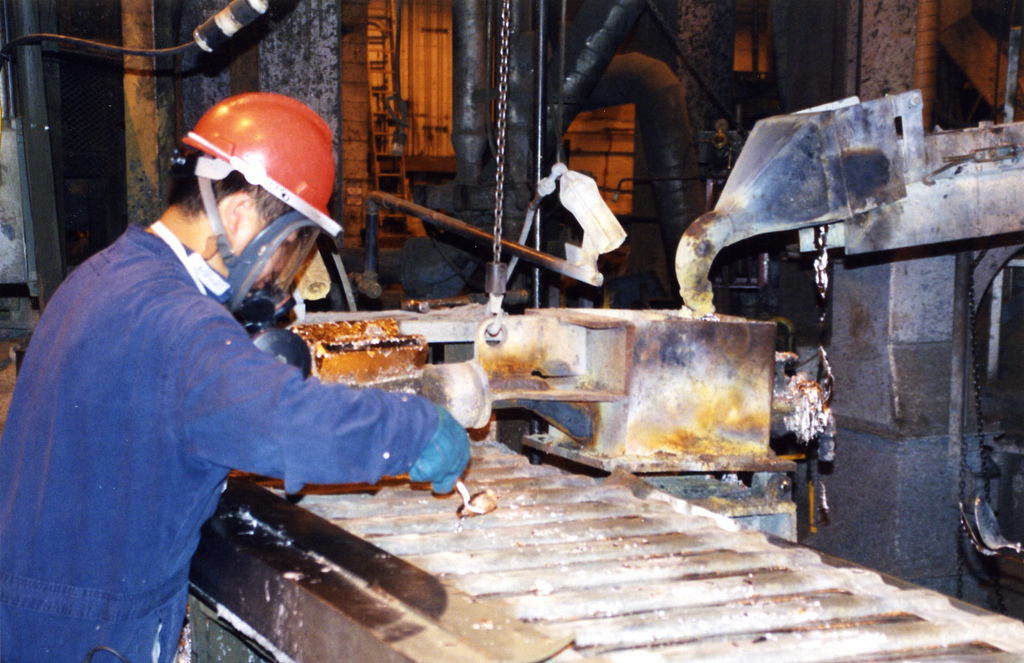
Újrahasznosított ólom az akkumulátorokból

Az ólmot ezt követően újra fel lehet használni.

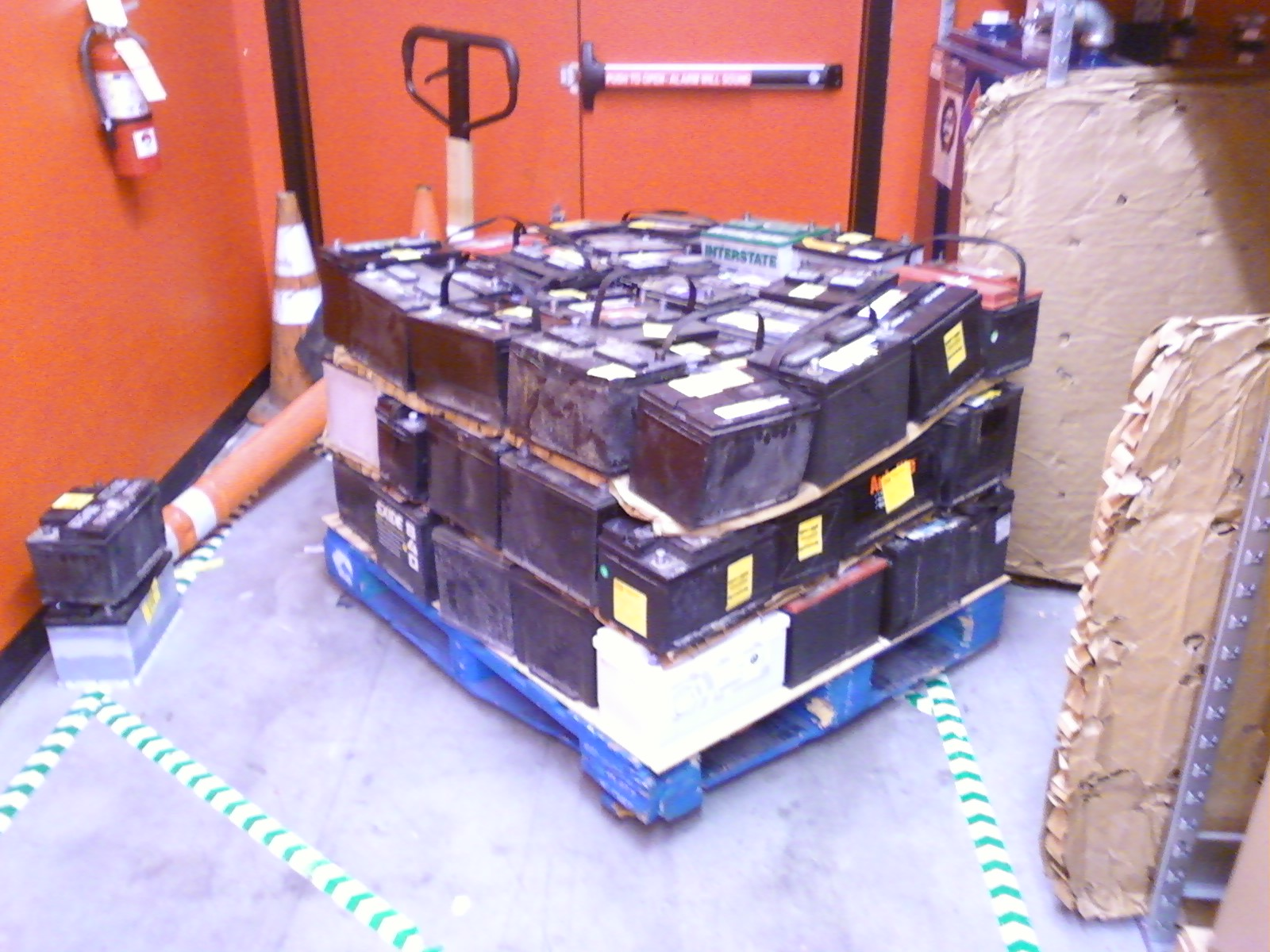
Újrahasznosítás céljából visszagyűjtött ólom-sav akkumulátorok.

A világ számos országában már elterjedt az ólom-sav akkumulátorok újrahasznosítása. Az Egyesült Államokban és Kanadában az új akkumulátorok ára letéti díjat tartalmaz, amelyet csak az akkumulátor leadásával kapnak meg a tulajdonosok, akiket így ösztönöznek arra, hogy ne dobják ki a háztartási hulladékkal együtt az elöregedett akkumulátorokat (az ólom-sav akkumulátorok élettartama 1-3 év). Ennek eredményeként ezekben az országokban az akkumulátorok újrahasznosítása eléri a 97%-ot.
Az akkumulátorokat árusító boltok sok esetben visszaveszik az elöregedett akkumulátorokat (erre akár törvény is kötelezheti őket). A legtöbb esetben bárki leadhatja az akkumulátorát, nem kell helyette újat venni. Mivel az ólom ára igen nagy ingadozásokat mutat, a kiöregedett akkumulátorokért akár fizethetnek is az újrahasznosító telepen.

### Ezüst-oxidos akkumulátorok
A kisméretű gombelemek általában ezüst-oxidot tartalmaznak, általában órákban, játékokban és orvosi eszközökben alkalmazzák ezeket. Ezek az elemek erősen mérgező higanyt tartalmaznak, ezért újrahasznosításuk, illetve a higany ártalmatlanítása igen fontos.

### Az akkumulátorok, elemek összetétele
Dőlt betű jelzi a gombelemeket

Vastag betű jelzi az újratölthető akkumulátorokat
A számok százalékban értendők és kerekítés miatt összegük eltérhet a 100-tól.
| Típus                   | Fe   | Mn   | Ni  | Zn   | Hg  | Li | Ag | Cd | Co | Al | Pb  | Egyéb | KOH | Papír | Műanyag | Lúg | C   | Sav | Víz  | Egyéb |
| ----------------------- | ---- | ---- | --- | ---- | --- | -- | -- | -- | -- | -- | --- | ----- | --- | ----- | ------- | --- | --- | --- | ---- | ----- |
| Alkáli elem             | 24.8 | 22.3 | 0.5 | 14.9 |     |    |    |    |    |    |     | 1.3   |     | 1     | 2.2     | 5.4 | 3.7 |     | 10.1 | 14    |
| Cink-szén elem          | 16.8 | 15   |     | 19.4 |     |    |    |    |    |    | 0.1 | 0.8   |     | 0.7   | 4       | 6   | 9.2 |     | 12.3 | 15.2  |
| Lítiumos                | 50   | 19   | 1   |      |     | 2  |    |    |    |    |     |       |     |       | 7       |     | 2   |     |      | 19    |
| Higany-oxidos gombelem  | 37   | 1    | 1   | 14   | 31  |    |    |    |    |    |     |       | 2   |       | 3       |     | 1   |     | 3    | 7     |
| Cink-levegős gombelem   | 42   |      |     | 35   | 1   |    |    |    |    |    |     |       |     |       | 4       | 4   | 1   |     | 10   | 3     |
| Lítiumos gombelem       | 60   | 18   | 1   |      |     | 3  |    |    |    |    |     |       |     |       | 3       |     | 2   |     |      | 13    |
| Alkáli gombelem         | 37   | 23   | 1   | 11   | 0.6 |    |    |    |    |    |     |       |     |       | 6       | 2   | 2   |     | 6    | 14    |
| Ezüst-oxidos gombelem   | 42   | 2    | 2   | 9    | 0.4 |    | 31 |    |    |    |     | 4     |     |       | 2       | 1   | 0.5 |     | 2    | 4     |
| Nikkel-cadmium (Ni-Cd)  | 35   |      | 22  |      |     |    |    | 15 |    |    |     |       |     |       | 10      | 2   |     |     | 5    | 11    |
| Nikkel-fémhidrid (NiMH) | 20   | 1    | 35  | 1    |     |    |    |    | 4  |    |     | 10    |     |       | 9       | 4   |     |     | 8    | 8     |
| Lítiumion (Li-ion)      | 22   |      |     |      |     | 3  |    |    | 18 | 5  |     | 11    |     |       |         |     | 13  |     |      | 28    |
| Ólom-sav                |      |      |     |      |     |    |    |    |    |    | 65  | 4     |     |       | 10      |     |     | 16  |      | 5     |

## Akkumulátorok és elemek újrahasznosítása országok szerint
| Ország             |      |
| ------------------ | ---- |
| Belgium            | 59%  |
| Svédország         | 55%  |
| Ausztria           | 44%  |
| Németország        | 39%  |
| Hollandia          | 32%  |
| Franciaország      | 16%  |
| Egyesült Királyság | 32%* |

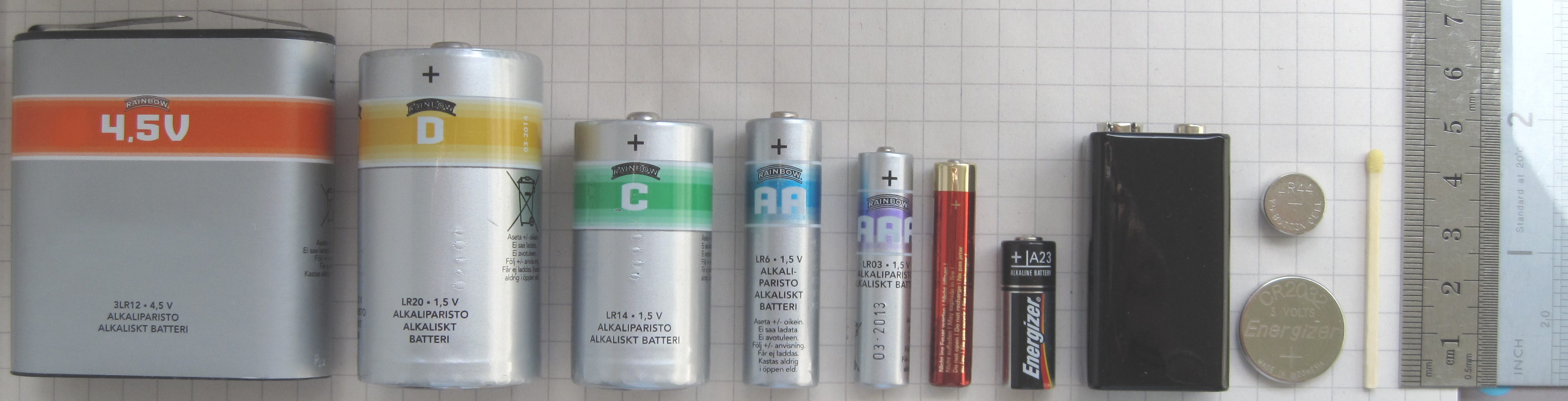
4,5 voltos, D, C, AA, AAA, AAAA, A23, 9 voltos, CR2032 és LR44 elemek - a legtöbb országban már lehetséges ezek újrahasznosítása.

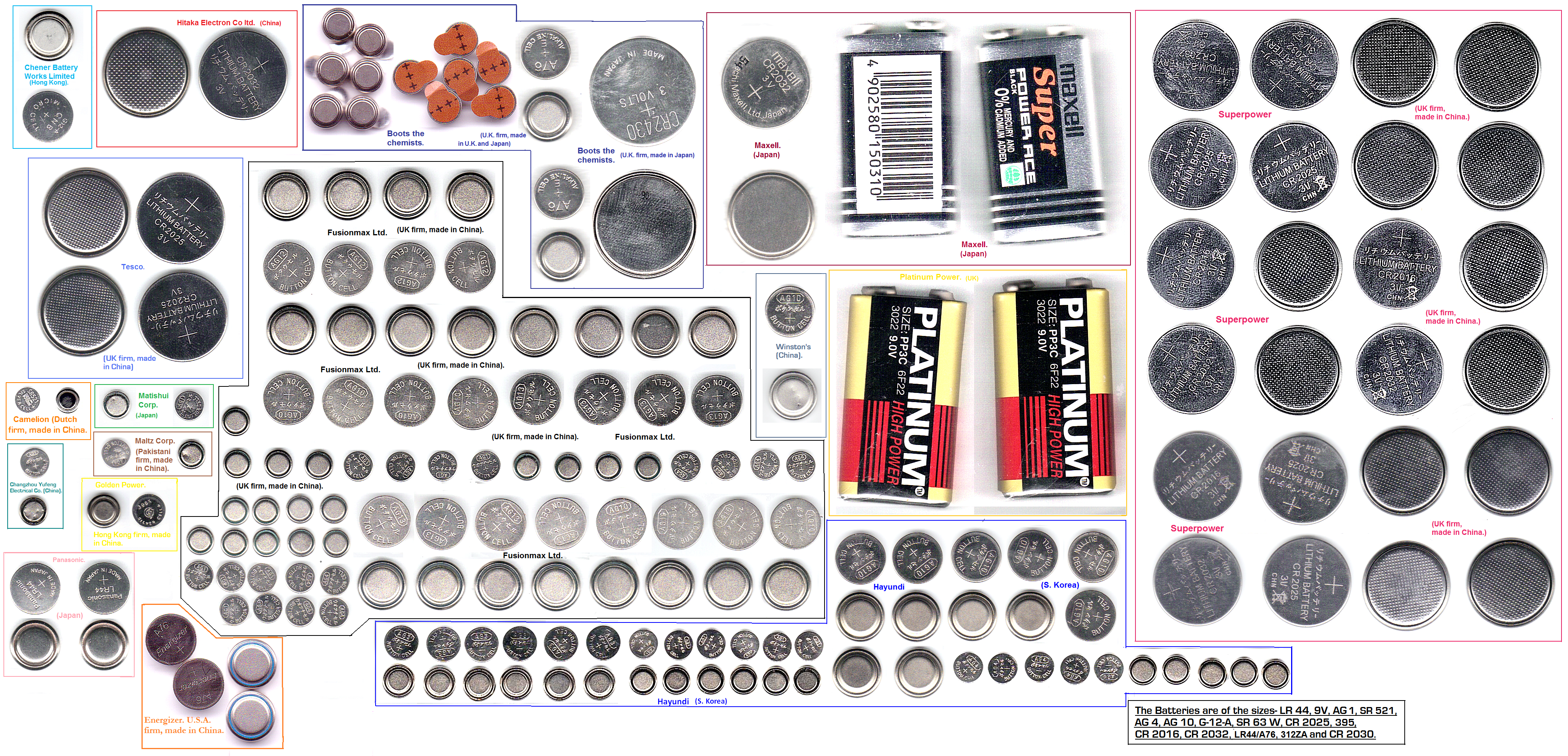
Különféle méretű gombelemek. Az Egyesült Királyságban és Írországban már megoldott ezek újrahasznosítása.

* 2012 első hat hónapjára vonatkozó adatok.

### Európai Unió
Az Európai Unió 2006-ban fogadta el az elemek és akkumulátorok újrahasznosítására vonatkozó irányelvet, amelynek egyik célkitűzése az újrahasznosítás arányának jelentős növelése volt. Az irányelv egy fontos célja, hogy 2012-re az EU területén értékesített elemek, akkumulátorok 25%-át visszagyűjtsék (ez az arány 2016-ra 45%-ra emelkedik) és a begyűjtött akkumulátorok legalább 50%-át újrahasznosítsák.
2008-tól a tagállamoknak kell biztosítani, hogy a használt elemeket, akkumulátorokat az elérhető legkorszerűbb technológiák felhasználásával gyűjtsék össze és hasznosítsák újra.

### Magyarország
Az elemek, akkumulátorok újrahasznosításának jogi hátterét a fent említett irányelv, illetve a környezetvédelmi termékdíjról szóló 2011. évi LXXXV. törvény, valamint a hulladékról szóló 2012. évi CLXXXV. törvény (és a végrehajtásukra vonatkozó kormányrendeletek) adják. Az elemek és akkumulátorok újrahasznosításáért is felelős Országos Hulladékgazdálkodási Ügynökség (OHÜ) a költségvetésből kapott támogatás útján a termékdíj befizetések egy részét jogosult és köteles a vonatkozó hulladékfrakciók (többek között a hulladékká vált ólomakkumulátor) begyűjtésére és hasznosítására fordítani.
Az OHÜ minden évben elkészíti az országos hulladékgyűjtési és -hasznosítási tervet,
A Magyarországon évente keletkező hulladék ólom-sav akkumulátorok mennyisége kb. 18-20 ezer tonna. A mennyiség egyrészt jelentős értéket képvisel, másrészről az alsó határát jelenti annak a mennyiségnek, amelyre érdemes lehet feldolgozó művet telepíteni. Jelenleg még nincs akkumulátor feldolgozó az országban - a legtöbb hulladék ausztriai feldolgozóba kerül - viszont egy beruházás folyamatban van Jászberényben. A hazai savas ólomakkumulátor gyártók és forgalmazók - a gyártói felelősség elve alapján - jelentős összegű termékdíjat fizetnek be a költségvetésbe. Az ólom-savas akkumulátorok tekintetében a beállt, nagykibocsátókon alapuló, jól nyomon követhető piaci struktúra miatt sokkal könnyebb a visszagyűjtés, feldolgozás megszervezése, ezért az OHÜ célja, hogy az eladott akkumulátorok 100%-a újra legyen hasznosítva.
A lakosság által felhasznált elemek és újratölthető akkumulátorok begyűjtése és újrahasznosítása azonban még elég alacsony hatékonysággal működik. Európában a használt lítium túlnyomó része hulladékégetőkben vagy hulladéklerakókban végzi, a nagyon alacsony összegyűjtési aránynak és a hézagos hulladékszabályozásnak köszönhetően. A problémát nemcsak a szelektív hulladékgyűjtés jelenti, hanem az összegyűjtött elemek, akkumulátorok környezetbarát és gazdaságos újrahasznosítása is.

## Fordítás
- Ez a szócikk részben vagy egészben  a   Battery recycling című angol Wikipédia-szócikk fordításán alapul.  Az eredeti cikk szerkesztőit annak laptörténete sorolja fel. Ez a jelzés csupán a megfogalmazás eredetét és a szerzői jogokat jelzi, nem szolgál a cikkben szereplő információk forrásmegjelöléseként.

## Külső hivatkozások
- Első magyar akkumulátor-újrahasznosító konzorcium
- www.szelektivinfo.hu | Országos Hulladékgazdálkodási Ügynökség
- Hulladékgazdálkodási Információs Rendszer